# Slag om Otterlo
De Slag om Otterlo was een veldslag die plaatsvond in de nacht van 16 op 17 april 1945 in en rond het Gelderse dorp Otterlo, tijdens de bevrijding door de geallieerden in de Tweede Wereldoorlog.

## Aanloop
Nadat de Canadezen op 12 april 1945 bij Westervoort de IJssel waren overgestoken probeerden de 1e Canadese Infanteriedivisie en de 5e Canadese Pantserdivisie om de uit de IJssellinie afkomstige Duitse troepen op de Veluwe in te sluiten. Men hoopte hiermee het Duitse leger op de dunbevolkte Veluwe een beslissende slag toe te kunnen brengen en het niet aan te laten komen op een confrontatie met de Vesting Holland waarin ook veel hongerende Nederlanders opgesloten zaten.

## De Slag
De 5e Canadese Pantserdivisie trok op 15 april noordwest de Veluwe op en sloeg haar kamp op in Nationaal Park De Hoge Veluwe. In de nacht van 16 op 17 april overnachtte het Governor General's Horse Guards in Otterlo. In de kerk vond die avond een bespreking plaats, waarbij ook het Irish Regiment of Canada aanwezig was. Rond drie uur in de nacht drong een Duitse infanterie-eenheid van zo'n achthonderd tot duizend man door tot in het dorp. De Duitse eenheid wilde voorkomen dat ze werd ingesloten door Canadese troepen en probeerde met de aanval de Grebbelinie te bereiken, die in Duitse handen was. De Duitse groep bestond vooral uit Hitlerjugend. Verder waren er militairen van het Grenadierregiment 952 en restanten van het Grenadierregiment 858 met in totaal ongeveer 250 manschappen. Het 2e bataljon van de Grenadierregimenten 951 en 953 leverden zo’n 180 manschappen en het Nordkaukasisches Infanterie-Bataillon 803 nog eens ongeveer 50 manschappen. De rest kwam van de twee compagnieën van het Sicherungs-Bataillon 1071 en de 2e en 3e batterijen van het 361e Artillerie Regiment (ingezet als infanterie). Op divisieniveau kwamen de meeste troepen dus van de 361e Volksgrenadierdivisie en deels van de 346e Infanteriedivisie.

Een hevig gevecht ontbrandde in Otterlo. Doordat radioverbindingen niet functioneerden ontstonden chaotische gevechtssituaties in het dorp. De kerk werd omsingeld, waarbij de Duitsers tussen de Canadezen liepen. Tijdens de gevechten vluchtten een viertal Canadese soldaten het bos in en belandden bij de pantserdivisie in het Nationaal Park De Hoge Veluwe. Aan het begin van de ochtend werden de geallieerde soldaten in het dorp ontzet door een eenheid Churchill-tanks en voertuiggemonteerde vlammenwerpers. Vooral de vlammenwerpers zorgden voor verschrikkelijke taferelen onder de Duitse soldaten. Door de grote verliezen en de overmacht aan Canadees materieel gaven de Duitsers zich uiteindelijk in de loop van 17 april over.
Bij de Slag om Otterlo vielen honderdvijftig tot tweehonderd doden aan Duitse zijde, terwijl bij de Canadezen en Britten respectievelijk zeventien en zes mannen sneuvelden. Onder de dorpsbewoners vielen vier doden. Echter, van slechts 62 Duitse doden is een graf bekend: 24 niet-geïdentificeerde lichamen in een lokaal massagraf (ontruimd in 1949) en 37 geïdentificeerde lichamen op de Duitse begraafplaats Ysselsteyn. Desondanks maken de ooggetuigenverslagen, de dagboeken van het regiment en de oorlogscorrespondenten melding van veel meer slachtoffers (honderdvijftig tot tweehonderd), tot wel vierhonderd doden volgens een CBC broadcast. Alle bronnen vermelden dat onder de Duitse slachtoffers zich opmerkelijk veel tienersoldaten bevonden, meestal van slechts dertien tot zestien jaar oud.